# Origo gentis Langobardorum
Origo gentis Langobardorum (títol traduïble del llatí com "origen dels longobards") és un text breu del segle VII que descriu la història dels longobards des dels seus orígens llegendaris fins al segon regnat de Pertarito (o Bertarido, 672-688). Hi ha tres manuscrits, que contenen l'anomenat Leges Langobardorum i que es conserven a:
- Mòdena, Biblioteca Capitolara 0.1.2 (segle ix)
- Cava de' Tirreni, Arxiu de l'abadia de Cava 4, (inicis del segle ix)
- Madrid, Biblioteca Nacional 413, (inicis del segle xi)

La llegenda també es resumeix en la Historia Langobardorum de Pau el Diaca, que la qualifica com una "faula ridícula".

## Argument

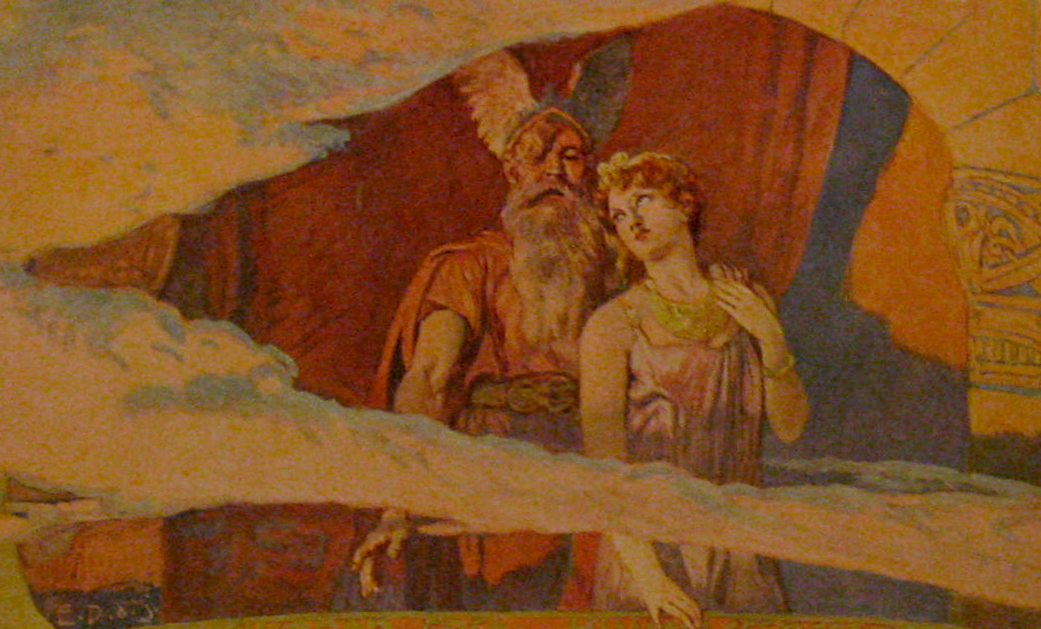

En una illa del nord, la reina Gombara i els seus fills demanen ajuda a Odín perquè els defensi dels vàndals que exigeixen un tribut onerós. Ella i les altres dones de la tribu es col·loquen els cabells a la cara, simulant ser barbes, per poder unir-se en la batalla si s'escau. El déu en veure-les les anomena "llargues barbes", la corrupció d'aquest sintagma donaria peu al nom de longobards. Aquests van migrar per trobar noves terres on poder prosperar, fins a arribar a Itàlia. La crònica aleshores detalla les gestes dels diferents reis de la regió.